# 比克斯比 (俄克拉何马州)
比克斯比（英語：Bixby）是美國奧克拉荷馬州的一座城市，大部份位於塔爾薩縣內、東南部延伸至瓦戈納縣，人口28,609人。比克斯比因阿肯色河河道經過分為南北兩部份。

比克斯比的位置